# Milton Schinca
Milton Schinca (Montevideo, 15 de juny de 1926 - Ib., 21 de maig de 2012) va ser un dramaturg i escriptor uruguaià, l'obra del qual abasta poesia, narrativa i crònica històrica. Així mateix va exercir com a docent i com a periodista en diferents mitjans escrits i radials.

## Biografia
Des de 1947 va estar vinculat al teatre, aconseguint estrenar la seva primera obra com a dramaturg el 1956. L'obra, Sancho Panza, Gobernador de Barataria va ser una teatralització d'un episodi del Quixot. A partir d'aquesta estrena, es van succeir més de 15 obres de teatre, entre les quals es compten Boulevard Sarandí (monòleg sobre la vida de Roberto de las Carreras), Delmira (sobre la vida de Delmira Agustini), Bernardina de Rivera, Chau, todo i Guay, Uruguay! entre d'altres. Aquesta última va obtenir el premi Florencio de la Crítica Teatral Uruguaiana el 1971.
A més de l'Uruguai, diverses de les seves obres teatrals van ser representades a l'Argentina, Brasil, Xile, Equador, Mèxic, Itàlia i Espanya.
Cursà estudis a la Facultat de Dret, encara que la va abandonar per a concentrar-se únicament a la literatura, a la que es va dedicar en forma autodidacta.
Paral·lelament a la seva activitat teatral, va començar a publicar llibres de poemes, començant per De la aventura el 1961. Posteriorment editaria Mundo cuestionado" (1964), Poemas Sex (1969) i Cambiar la vida (1970) entre d'altres, totalitzant més de 10 llibres.
El 1971 la discogràfica Ayuí / Tacuabé, creat aquest mateix any, va editar un disc que contenia poemes de Schinca recitats per ell mateix extrets dels seus llibres Poemas Sex i ¡Cambiá, Uruguay!.
El 1976 va començar, primer per radi, i després a través de l'edició de llibres, de la seva obra Boulevard Sarandí (Memòria anecdòtica de Montevideo), on recorre la història de la capital uruguaiana a través d'anècdotes. Aquesta obra abasta cinc toms i se n'han fet vàries edicions.
Va tenir una extensa trajectòria al periodisme radiofònic, que va exercir en diverses emissores. Algunes de les notes emeses a Radio Sarandí van ser publicades el 1992 sota el títol de Juegos en la 8. D'altra banda, també va practicar el periodisme escrit en mitjans com Marcha, Brecha i La República, i va contribuir amb crítiques teatrals a diaris i setmanaris com Acción, Época, Marcha i Brecha.
El 1980 es va traslladar a Mèxic i es va establir a Cuernavaca, on va romandre fins a 1984, any del seu retorn definitiu a l'Uruguai. A partir d'aquesta data va reprendre les seves activitats periodístiques i literàries. Així mateix va dictar un curs titulat «Per a iniciar-se en l'escriptura literària».
Entre 1985 i 1986 va dirigir la sèrie de fascicles de publicació quinzenal Bases de Nuestro Tiempo. Cadascun dels toms va ser escrit per professors, assagistes i investigadors especialitzats en economia, història, sociologia, religió o filosofia, amb diferents posicions ideològiques, però que coincidien a fer una lectura crítica del capitalisme, buscant alternatives que consideraven «més justes i progressistes».
L'any 2006, en complir 80 anys, va ser homenatjat al paranimf de la Universitat de la República, ocasió que va ser aprofitada perquè el director de la Biblioteca Nacional, Tomás de Mattos, presentés l'últim llibre de Schinca, Religaciones 2 - Paraísos y celebraciones.

## Obra

### Obres de teatre
- Sancho Panza, Gobernador de Barataria (Adaptació d'un episodi del Quixot, de Cervantes. Teatro del Pueblo amb la direcció de Manuel Domínguez Santamaría. 1956)
- Guay, Uruguay! (Teatro Uno amb la direcció d'Alberto Restuccia. 1971)
- Pepe el Oriental. (Monólogo) (Club de Teatro amb la direcció de Jorge Denevi i l'actuació de Pepe Vázquez. En cartell el 1972 i 1986)
- Boulevard Sarandí (Roberto de las Carreras). (Monólogo) (amb direcció de Mario Morgan i l'actuació de Armando Halty. 1973)
- Bernardina de Rivera. (Monólogo) (amb direcció de Laura Escalante amb l'actuació de Estela Castro. 1973)
- Ana Monterroso de Lavalleja. (Monólogo) (amb direcció de Laura Escalante amb l'actuació d'Estela Castro. 1974)
- Los Blanes (Compañía Estela Medina, Dumas Lerena, Delfi Galbiati amb direcció de Eduardo Schinca. 1974)
- Las artiguistas. (Monólogo) (direcció de Laura Escalante i l'actuació d'Estela Castro. 1975)
- Chau, todo (amb direcció de Carlos Aguilera. 1981)
- Artigas, General del Pueblo (en col·laboració amb Rubén Yáñez. Teatro El Galpón amb direcció de César Campodónico i Atahualpa del Cioppo. Estrenada a Mèxic el 1981 i a Montevideo el 1985)
- Juegos de Federico entre las cosas (direcció de Carlos Aguilera. 1986)
- Delmira (Comèdia Nacional amb direcció de Dumas Lerena. 1986)
- Las raíces (Teatro Circular amb direcció Jorge Introini. 1986)
- El Otelo oriental (o el Hotel Oriental) (Comèdia Nacional amb direcció Jorge Denevi. 1988)
- Madame Lynch (no estrenada. 1989)
- Las alamedas de Maturana (direcció d'Eduardo Schinca. 1997)
- El vuelo de Asís (no estrenada. 1998)
- Las Artiguistas (direcció d'Elena Zuasti. Amb Elena Zuasti, Martha Vidal i Fernando Ulivi. 1999)
- Contra la muerte (2000)
- Momentos con Emily (2002)
- Voces finales de Artigas (2008)
- Arácnidos (2008)

### Obres de teatre publicades en llibre
- Delmira y otras rupturas (inclou les obres Delmira, Las raíces i Chau todo. Ediciones de la Banda Oriental. 1976)
- Nuestra Señora de los Ramos (Ediciones del Instituto del Libro. 1991)
- El dandy en Tontovideo (text del monòleg Boulevard Sarandí, sobre Roberto de las Carreras. Ediciones de la Banda Oriental. 1998)

### Obra poètica
- De la aventura (Alfa. 1961)
- Esta hora urgente (Arca. 1963)
- Mundo cuestionado (Arca. 1964)
- Nora Paz (Editorial Alfa, 1966)
- Poemas sex (Arca. 1969)
- Cambiar la vida (Arca. 1970)
- ¡Cambiá, Uruguay! (edición del autor. 1971)
- Libro de Eis (Editorial Arca. 1985)
- Viaje hacia Eis. 30 años de poesía (Antología del autor. Ediciones de la Banda Oriental. 1991)
- Escenarios (Ediciones de la Banda Oriental, 1997)

### Obra narrativa
- Hombre a la orilla del mundo (novel·la sobre el bandejament de Artigas al Paraguai. Ediciones de la Banda Oriental. 1988)

### Cròniques
- Boulevard Sarandí (Memoria anecdótica de Montevideo) (5 toms publicats per Ediciones de la Banda Oriental. Vàries edicions entre 1976 i 1997)
- Mujeres desconocidas del pasado montevideano (Ediciones de la Banda Oriental. 1999)

### Assaigs
- Juegos en la 8 (Selecció de notes emeses a CX-8 Radio Sarandí. Ediciones Delaefe. 1992)

### Discografia
- La poesía uruguaya en la voz de lo poetas (simple split compartit amb Carlos Brandy. Carumbé SU-3317-1. 1962)
- Milton Schinca por Milton Schinca (Ayuí / Tacuabé a/d3. 1971)
- Tangueses, àlbum de Camerata, inclou dos tangos amb lletra de Schinca: "Ser o no ser" i "Bichitos". (RCA Victor LPUS-002. 1974)
- Guitarra negra, àlbum d'Alfredo Zitarrosa, amb participació de Schinca en el tema Hoy desde aquí. (Orfeo SULP 90774. 1985)

## Audicions radiofòniques
- Teatro de Hoy (audició radiofònica de Teatro del Pueblo. Per CX-18 Radio Sport. 1956)
- Documental Centenario (audició periodística. Per CX-36 Centenario. 1962)
- Retratos para Noviembre (reportatges no polítics a figuras de l'elecció. Per CX-12 Radio Oriental. 1966)
- Boulevard Sarandí (anècdotes sobre el passat de Montevideo, en els 250 anys de la seva fundació.
- Premi Ondas, de Radio Barcelona, 1976)
- Así somos (per CX30 La Radio. Cicles sobre temes com Delmira Agustini, el setge de Paysandú i els xarrues, entre d'altres. 1977)
- Mundo abierto (periodístic de llarga duració. Per CX-30 La Radio. 1978)
- Juegos en la 8 (notes sobre temes diversos. Per CX-8 Radio Sarandí. 1992)
- Ciclo conmemorativo de los 20 años de la audición Boulevard Sarandí (per CX30 Radio Nacional. 1996)